# Medisch specialisme in Nederland
In Nederland mag een arts zich medisch specialist noemen als hij door een speciale registratiecommissie is ingeschreven in een speciaal register. Daarvoor moet aan de eisen voor het specialisme zijn voldaan. Deze eisen worden vastgesteld door een college, zoals dat een opleiding gedurende een aantal jaren aan een daartoe erkend ziekenhuis moet worden gevolgd.
Een basisarts (afgeronde studie geneeskunde inclusief coschappen) kan solliciteren voor een opleiding medisch specialisme.
Er bestaan drie colleges die de registratieregels binnen deelgebieden van de geneeskunde vaststellen, en drie registratiecommissies die het register bijhouden:
- Centraal College Medische Specialismen (CCMS), bijbehorende registratiecommissie: MSRC
- College voor Huisartsgeneeskunde, Verpleeghuisgeneeskunde en medische zorg voor verstandelijk gehandicapten (CHVG), bijbehorende registratiecommissie: HVRC
- College voor Sociale Geneeskunde (CSG), bijbehorende registratiecommissie: SGRC

## Centraal College Medische Specialismen (CCMS) en Medisch Specialisten Registratie Commissie (MSRC)
In het begin van de 20e eeuw groeide het aantal medisch specialisten sterk. In 1932 werd de Specialisten Registratie Commissie (SRC) opgericht voor de erkenning en registratie van deze medisch specialisten. In 1998 is als gevolg van de wet BIG de naam veranderd in Medisch Specialisten Registratie Commissie (MSRC). De MSRC is samengesteld uit medisch specialisten in alle erkende medische specialismen, drie leden die benoemd worden door de Nederlandse Vereniging van Ziekenhuizen (NVZ), drie leden benoemd door de Vereniging Academische Ziekenhuizen (VAZ), en adviserende leden namens de Landelijke Vereniging van Assistent Geneeskundigen (LVAG) en het Centraal College Medische Specialismen (CCMS). Later werd de MSRC omgevormd tot de Registratiecommissie Geneeskundige Specialisten (RGS).
De MSRC en CCMS verzorgen registratie voor:
- Anesthesiologie
- Cardiologie
- Cardiothoracale chirurgie
- Dermatologie en venerologie
- Heelkunde (chirurgie)
- Interne geneeskunde
- Otorinolaryngologie (keel-, neus- oorheelkunde)
- Kindergeneeskunde
- Klinische biologie
- Klinische genetica
- Klinische geriatrie
- Pneumologie (longziekten en tuberculose)
- Gastro-enterologie (maag-darm-leverziekten)
- Medische microbiologie
- Neurochirurgie
- Neurologie
- Nucleaire geneeskunde
- Gynaecologie en obstetrie
- Oogheelkunde
- Oncologie
- Orthopedie
- Pathologie
- Plastische chirurgie
- Psychiatrie
- Radiologie
- Radiotherapie
- Reumatologie
- Revalidatiegeneeskunde
- Spoedeisende geneeskunde
- Sportgeneeskunde
- Urologie
- Ziekenhuisgeneeskunde

## Huisartsen en Verpleeghuisartsen Registratie Commissie (HVRC)
HVRC (Huisartsen en Verpleeghuisartsen Registratie Commissie) en CHVG (College voor Huisartsgeneeskunde, Verpleeghuisgeneeskunde
en medische zorg voor verstandelijk Gehandicapten) verzorgen registratie van:
- Huisarts
- Specialist ouderengeneeskunde
- Arts voor verstandelijk gehandicapten

## Sociaal Geneeskundigen Registratie Commissie (SGRC)
SGRC (Sociaal Geneeskundigen Registratie Commissie) / CSG (College Sociaal Geneeskundigen) verzorgen registratie van:
- Bedrijfsarts of Arbeidsgeneesheer
- Verzekeringsarts
- Arts voor maatschappij en gezondheid

## Gesloten registers
Voor een aantal specialismen worden geen nieuwe artsen geregistreerd, terwijl er nog wel mensen geregistreerd staan:
- Allergologie: allergoloog;
- Interne geneeskunde-allergologie: internist-allergoloog;
- Sociaal geriater
- Zenuw- en zielsziekten: zenuwarts
- Klinische chemie: arts klinische chemie (arts) of klinisch chemicus (geen arts).